# Blauw bloed (adel)
De uitdrukking "blauw bloed" wordt in de zin "Hij/zij heeft blauw bloed" gebruikt om aan te duiden dat iemand tot de adelstand behoort. 

## Blauw is kleur met status
Er bestaan meerdere verklaringen voor deze uitdrukking.
In veel culturen gaf het dragen van kledingstukken in de kleur blauw een bepaalde status aan. 
Zo meldde Julius Caesar in 55 voor Christus dat de Picten in Engeland hun gezicht en lichaam insmeerden met blauwe verf (blauw bloed?) voordat ze ten strijde trokken. In Japan was blauw aanvankelijk de kleur van de adel. In Spanje is het een staande uitdrukking voor de adel. Napoleon liet zijn hele leger in indigoblauw-lakense uniformen steken.  Bij de „Blauwe Mannen" in de Sahara, Berbers, geeft een blauw kledingstuk aan dat men een hoge status heeft en is het een teken van welstand. De hoogste Belgische adel werd vroeger door de koning ontvangen in de Salon Bleu (blauwe salon).
In de vroege middeleeuwen kreeg Maria definitief haar blauw gekleurde mantel. In de tweede helft van de dertiende eeuw wordt blauw de kleur van heiligen, edelen, prinsen en koningen. Lodewijk IX van Frankrijk (1214-1270) was de eerste Franse koning die regelmatig blauw droeg. De kleur blauw ontbreekt als liturgische kleur in de kerk, omdat, toen de kleur blauw in de mode kwam, de liturgische kleuren al vastlagen.

## Ontstaan
De status is vermoedelijk terug te voeren op het feit dat het blauw verven vroeger een kostbaar proces was. De blauwe kleurstof werd gewonnen uit Wede (Isatis tinctoria), een plant waarvan de oorspronkelijke groeiplaats in de Euraziatische steppes lag. De plant is vanwege de mogelijkheid er verfstof uit te winnen al in de oudheid naar Europa gebracht. Zo werd deze de enige inheemse bron van natuurlijk (pastel)blauw. Het was vroeger een bijna magisch proces dat haast aan toverij grensde, wanneer het geelgroene sap van de wede binnen een paar seconden na het opbrengen in de kleur blauw veranderde, met mogelijk bijbehorende status. In de middeleeuwen was wede de voornaamste verfplant. Tot in de zestiende eeuw werd deze gebruikt in de lakenindustrie om wol blauw te verven. Pas in de late middeleeuwen kon men op grote schaal gemakkelijker en goedkoper de kleur blauw maken, door de komst van indigo, dat dieper blauw gaf en kleurvaster was. Voor die tijd was deze kleur voorbehouden aan de rijken, de adel. Blauwe kleding werd daardoor een statussymbool.
Ook kan het verband tussen blauw bloed en aristocratie afkomstig zijn van het middeleeuwse gebruik van 'bleu' als eufemisme voor 'Dieu' in de strijdkreet van de Franse ridders 'bij het bloed van God'. Dit leidde tot de verkorting un sang-bleu (een 'blauwbloed').
Een andere theorie heeft te maken met de verwekking van de legendarische Frankische koning Merovech, de (mythologische) stamvader van de Merovingische dynastie. Zijn moeder zou tijdens het badderen zijn bevrucht door een Quinotaur, een soort grote vis of zeemonster, waardoor er blauw bloed door de aderen van al haar nazaten stroomde, net als bij de zeewezens.
Een nog andere verklaring is dat de adel vroeger niet op het land werkte en dus een bleke huid had, waar de donkere aders goed zichtbaar door waren. Het gewone volk moest in het zonlicht op het land werken, waardoor ze een donkerder huid kregen, waar de aders niet doorheen konden worden gezien. De term "blauw bloed" zou voorts uit het Spaans komen: sangre azul hadden diegenen die een blanke huid hadden en wier aderen dus goed te zien waren. Dat waren de dominante heersers in Castilië, in tegenstelling tot de onderworpen Moren.
Het idee van blauw bloed zou ook ontstaan zijn uit het idee dat 'zuiver' bloed, dus bloed zonder zuurstof, blauw zou zijn. De adel zou dus zuiverder, zijnde blauw bloed, hebben.

## Overige betekenissen
In Nederland bestaat een gelijknamig televisieprogramma.